# Lex Gabinia
Lex Gabinia е закон, издаден през 67 пр.н.е. в късната Римска република, даден от народния трибун Авъл Габиний и приет от Народното събрание. Той дава право на Помпей във форма на imperium extraordinarium, да се бие с пиратите, които по това време дестабилизират Средиземно море и чрез пречки в търговията заплашват снабдяването на Рим със зърниени продукти.